# Поплавок странный
Поплаво́к Сисилии, или Поплаво́к сицилийский (лат. Amanita ceciliae) — гриб из рода Мухомор семейства Аманитовые (Amanitaceae). Условно-съедобен. 
Синонимы:
- Мухомо́р сицили́йский — ошибочный перевод латинского названия.
- 'Поплаво́к стра́нный' - ошибочный перевод.

## Описание
Шляпка диаметром 8—20 см, вначале колокольчатая или полуокруглая, затем выпукло-распростёртая, с хорошо выраженным центральным бугорком, край рубчатый. Кожица от бурого до красно-коричневого цвета, в центре более тёмная.
Мякоть в середине шляпки толстомясистая, по краям тонкая, белая, на срезе не изменяется, без особого вкуса и запаха.
Ножка 10—20 см в высоту и 2—3,5 см в диаметре, цилиндрическая, у основания слегка расширенная, выполненная, позже полая. Поверхность сероватая, покрыта серыми чешуйками.
Пластинки белые, свободные, частые, с тёмным рубчатым краем, имеются пластиночки.
Остатки покрывала: вольва хорошо выражена, мешковидная, серая; кольцо на ножке отсутствует; на кожице шляпки имеются остатки в виде толстых бородавчатых хлопьев сероватого цвета со временем чернеющих. Хлопья на шляпке могут быстро исчезать.
Споровый порошок белый.
Микроскопические признаки: споры 11,5—14 мкм, округлые, гладкие, содержимое флуоресцирует; базидии четырёхспоровые, 65—85×5—20 мкм, булавовидные, тонкостенные; трама пластинок билатеральная, гифы кожицы шляпки и трамы без пряжек, диаметр гиф кожицы 2—7 мкм, они желатинизированы, гифы трамы цилиндрические диаметром до 20 мкм.

## Экология и распространение
Растёт в широколиственных и хвойных лесах, встречается редко. Известен в средней полосе Европы от Британских островов до Украины (правобережное полесье), в Закавказье, Восточной Сибири (Якутия), на Дальнем Востоке (Приморский край), в Северной Америке (США, Мексика) и в Южной Америке (Колумбия).
«Латиноамериканские» грибы, относимые ранее к виду A. ceciliae были описаны как новый вид Amanita sororcula Tulloss, Ovrebo & Halling, 1992. Североамериканские образцы тоже, вероятно, следует относить к другим видам.
Сезон июнь — октябрь.

## Сходные виды
Другие виды поплавка, все они условно съедобны.
От других мухоморов легко отличается по отсутствию кольца.